# روس ريد
روس ريد هو سياسي كندي، ولد في 31 يوليو 1952 في هاميلتون في كندا. حزبياً، نشط في الحزب الكندي التقدمي المحافظ. وقد انتخب عضو مجلس العموم الكندي.